# Тростянецька сільська рада (Тиврівський район)
| Тростянецька сільська рада — колишній орган місцевого самоврядування у Тиврівському районі Вінницької області з адміністративним центром у с. Тростянець. Сільській раді підпорядковані населені пункти: - с. Тростянець |

## Склад ради
Рада складається з 16 депутатів та голови.

## Керівний склад сільської ради
| ПІБ                         | Основні відомості                                            | Дата обрання | Дата звільнення |
| --------------------------- | ------------------------------------------------------------ | ------------ | --------------- |
| Комишов Володимир Федорович | Сільський голова, 1948 року народження, освіта, безпартійний | 26.03.2006   | 31.10.2010      |
| Борщевська Ірина Іванівна   | Сільський голова, 1969 року народження, освіта вища          | 31.10.2010   |                 |

Примітка: таблиця складена за даними джерела